# مملكة فنلندا (1742)
محاولة إقامة مملكة فنلندا في سنة 1742 تشكل فصلاً صغيراً من تاريخ فنلندا. إثر الاحتلال الروسي للأراضي الفنلندية في الحرب الروسية السويدية (1741-1743) و الوعود المبهمة بجعل البلاد مستقلة ، انتخب الفنلنديون الدوق بيتر هولشتاين - غوتورب (الذي أصبح فيما بعد وريثا للعرش روسيا والقيصر وبيتر الثالث) ملكاً على فنلندا. غير أن ، الحالة السياسية تجاوزت فكرة الاستقلال الفنلندي و سرعان ما بـَخـّرتها.